# توماس ريان بايو
توماس ريان بايو (بالإندونيسية: Thomas Ryan)‏ هو لاعب كرة قدم إندونيسي في مركز حراسة المرمى، ولد في 27 يوليو 1991 في إندونيسيا. شارك مع منتخب إندونيسيا تحت 23 سنة لكرة القدم. أما مع النوادي، فقد لعب مع بيرسيبايا سورابايا.

## وصلات خارجية
- توماس ريان بايو على موقع Soccerway.com (الإنجليزية)